# 리키 신즈
리키 신즈(Ricky Sinz, 1978년 12월 6일)는 미국의 포르노 배우이다.